# 도초서초등학교
도초서초등학교는 대한민국 전라남도 신안군 도초면 지남리에 있었던 공립 초등학교이다.

## 연혁
- 1940년 4월 8일 지남간이학교 설립 인가
- 1940년 5월 1일 지남간이학교 개교
- 1940년 5월 1일 1학급 인가
- 1944년 4월 1일 도초서국민학교 승격
- 1945년 11월 30일 초대교장 김두길 부임
- 1982년 4월 1일 병설유치원 개원
- 1989년 3월 1일 우이도국민학교 분교장 격하 편입, 동리분교장·서리분교장·항성분교장·죽도분교장·예리분교장 편입
- 1992년 3월 1일 도초서국민학교 예리분교장 폐교 및 도초국민학교 통폐합
- 1994년 3월 1일 도초서국민학교 동리분교·죽도분교장 폐교 및 도초국민학교 통폐합
- 1996년 3월 1일 도초서초등학교 개칭
- 2000년 3월 1일 항성분교장 폐교 및 본교 통폐합
- 2002년 9월 1일 도초서초등학교 우이도분교장 폐교 및 도초초등학교 통폐합
- 2005년 3월 1일 폐교 및 도초초등학교 통폐합, 서리분교장 이관